# John Kolius
John Waldrip Kolius (Houston, 1 de abril de 1951) é um velejador estadunidense, medalhista olímpico. Ele competiu nos Jogos Olímpicos de Verão de 1976 na classe Soling e conquistou a medalha de prata, ao lado de Walter Glasgow e Richard Hoepfner.
Kolius se tornou um competidor da Copa América em 1983, comandando o Courageous contra Tom Blackaller no Defender e o eventual defensor da copa Dennis Conner no Liberty. Kolius foi recrutado para sua segunda participação na Copa em 1987, desta vez como capitão do América II. Quando a Copa América mudou para iates IACC para a Copa de 1992, Kolius navegou como parte da equipe italiana, Il Moro di Venezia, com Raul Gardini e Paul Cayard.